# 桃園國際機場旅客自動電車輸送系統

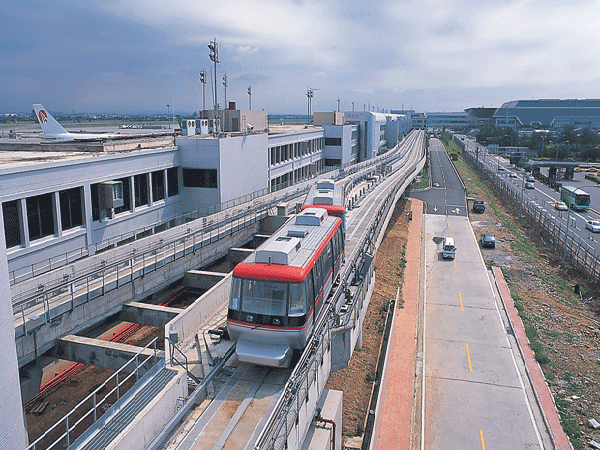
臺灣桃園國際機場第一、二航廈間的電車系統（SKY TRAIN）

桃園國際機場旅客自動電車輸送系統（又稱航廈電車、機場電車，英譯為People Mover System，簡稱PMS，又稱Airport Skytrain）此系統位於台灣桃園國際機場內部，為一無人駕駛之自動旅客捷運系統，形式屬於膠輪路軌系統。用於連結現有第一航廈與第二航廈，提供兩個航廈間旅客的接駁服務。
PMS系統於1997年由民航局擴建工程處發包，中華顧問工程司規劃設計監造，日商新潟Transys株式會社承造，台北捷運公司參與系統測試及營運規劃顧問服務，於2003年1月18日交由桃園國際航空站（當時名稱為中正國際航空站）接管營運正式啟用。
此系統共有南側及北側兩條路線，兩條路線均由長約660公尺之雙向軌道構成，兩側共有四條來回行駛軌道。南側路線提供管制區與非管制區之旅客使用，配置有兩列電車。每列電車有兩節車廂，一節車廂供管制區旅客搭乘，另一節車廂則供非管制區旅客使用。北側路線僅供管制區旅客使用，配置兩列單節車廂電車。而在第一航廈南站及北站，設有維修區；在第二航廈南站及北站，設有洗車區。
此捷運系統有擴建計畫，規劃南北側軌道將以ㄇ字型連結，但2022年8月桃園機場公司宣布將評估廢除本線，若本線被廢除將改以電動巴士進行航廈間接駁。
2024年3月在南港展覽館的2050淨零城市展，交通部展區展示成運汽車智軌系統的第二、第三航廈間PMS方案。

## 旅客運送量
南側軌道行駛採兩節車廂列車，北側軌道行駛採一節車廂列車，每節車廂可載運69名旅客。系統最多有四列車運行，提供南側路線每小時每方向載運2,000旅客，北側路線每小時每方向載運1,000旅客。目前南北側各使用一列運轉。

## 車輛性能簡介
- 性能：
  - 設計最高速度：57km/h
  - 營運最高速度：40km/h
  - 最大加速度：3.5/km/h/s
  - 減速度：4.0km/h/s（常態）；6.0km/h/s（緊急）
- 載客量
  - 總計：69人/每車（站立61人，座位8人）
- 車廂尺寸
  - 最大長度：10,500公釐；2節車：21,350公釐
  - 最大寬度：2,690公釐
  - 最大高度：3,745公釐
  - 車內高度：2,045公釐
- 電力供應
  - 交流電、三相、600伏特、60赫茲
- 轉向架
  - 形式：側式導引，四個行走輪
  - 行走輪：以氮氣填充，橡膠輪胎和內部安全鋼輪
- 主要設備
  - 牽引馬達：三相交流馬達
  - 煞車系統：正常煞車、緊急煞車、駐車煞車
  - 自動列車操作設備（ATO）
  - 自動列車保護設備（ATP）
  - 自動列車監視設備（ATS）

## 其他
- 由於第一航廈早在1979年就落成，當時未預留電車系統空間，故1999年開始規劃的電車系統，採獨立車站再以空橋銜接航廈方式，但也造成轉乘距離較長。

## 外部連結
- 製品紹介：新交通System－新潟Transys （日語）
- Detroit's people mover （英文）
- Jon Bell's (Mostly) Rail Transit Pages （英文）
- APM （英文）